# Tanatologia

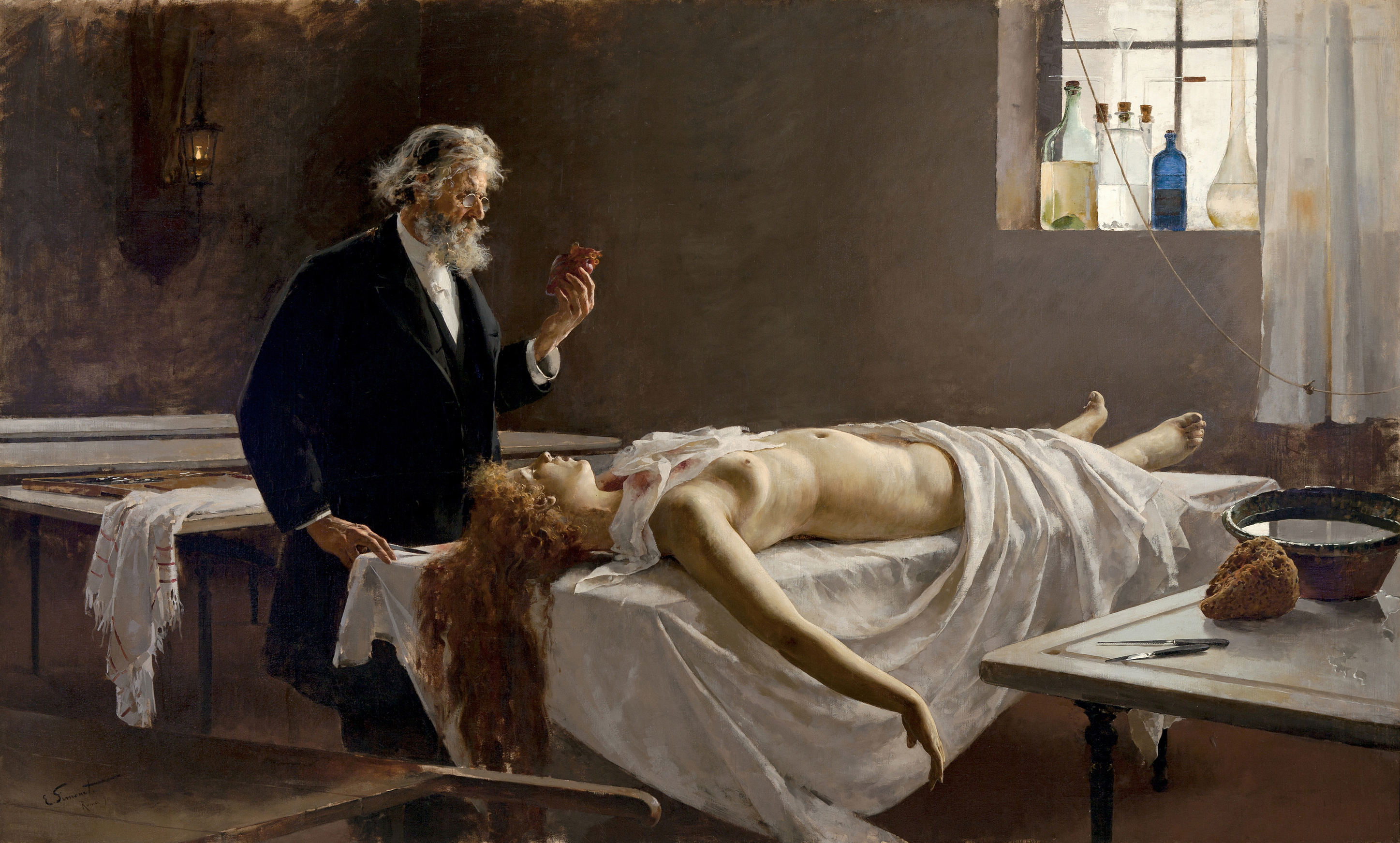
L'autopsia, Enrique Simonet, olio su tela, 1890

La tanatologia (dal greco θάνατος, thànatos - "morte", e λόγος, lògos - "discorso" o "studio") studia la morte e le successive modificazioni del corpo (fenomeni cadaverici) con finalità relative alla medicina legale. Con lo stesso termine si indicano anche gli studi sulla morte di carattere psicologico.

## Tanatologia medico-legale
Gli scopi principali della disciplina in senso medico sono accertare la morte reale del soggetto e stabilire il momento in cui essa è avvenuta. In particolare i rami di interesse dalla tanatologia sono: l'accertamento dell'epoca della morte (tanatocronologia), l'accertamento delle cause della morte e l'accertamento della rapidità del decesso.
L'importanza della tanatologia è da ascriversi alle sue finalità penali (connesse al possibile intervento di terzi, all'epoca e alla dinamica del decesso), civilistiche (connesse con l'estinzione della persona fisica: ad esempio al fine delle successioni ereditarie sarà di fondamentale importanza sapere l'esatto momento dell'obitus di un soggetto rispetto a un altro), mediche (trapianto d'organi) e deontologiche (eutanasia).

## Tanatologia psicologica
Si parla invece di psicotanatologia, o tanatologia psicologica, per definire il sostegno psicologico davanti alla morte, sia per i pazienti terminali, sia per i loro parenti (accompagnamento alla morte ed elaborazione del lutto come supporto al moribondo e ai suoi congiunti).
In caso di lutto complicato, l'intervento psicotanatologico si può saldare con quello psicotraumatologico, con cui ha diversi punti di contatto. Fanno altresì parte di questo ambito gli interventi psicologici correlati alla comunicazione di decesso, all'accompagnamento al riconoscimento delle salme e al supporto psicologico durante le eventuali richieste di consenso al trapianto.
Il settore della psicotanatologia ha incominciato a svilupparsi presso gli hospice e le lungodegenze, grazie all'apporto di alcuni autori. La psichiatra svizzera Elisabeth Kübler Ross, in particolare, viene considerata la fondatrice dell'approccio psicotanatologico con il suo modello a 5 fasi; le diverse fasi, da lei individuate attraverso molti colloqui e osservazioni cliniche, rappresentano le principali "tappe di elaborazione psicologica" dell'evento-morte per chi riceve una diagnosi infausta.
Il suo modello ha avuto molta diffusione, e anche se attualmente viene considerato in parte superato dalle più recenti elaborazioni teoriche di merito, il suo influsso ha aiutato molto a legittimare, diffondere e strutturare l'attività psicotanatologica nelle strutture sanitarie.